# Грейт-Бенд (Нью-Йорк)
Грейт-Бенд (англ. Great Bend) — переписна місцевість (CDP) в США, в окрузі Джефферсон штату Нью-Йорк. Населення — 807 осіб (2020).

## Географія
Грейт-Бенд розташований за координатами 44°1′1″ пн. ш. 75°42′1″ зх. д. / 44.01694° пн. ш. 75.70028° зх. д. (44.016829, -75.700166).  За даними Бюро перепису населення США в 2010 році переписна місцевість мала площу 15,14 км², з яких 14,99 км² — суходіл та 0,15 км² — водойми.

## Демографія
Згідно з переписом 2010 року, у переписній місцевості мешкали 843 особи в 320 домогосподарствах у складі 222 родин. Густота населення становила 56 осіб/км².  Було 355 помешкань (23/км²).
Расовий склад населення:
| - 91,9 % — білих - 2,1 % — чорних або афроамериканців - 1,8 % — азіатів - 0,6 % — корінних американців - 0,1 % — вихідців з тихоокеанських островів - 1,1 % — осіб інших рас |

До двох чи більше рас належало 2,4 %. Частка іспаномовних становила 3,0 % від усіх жителів.
За віковим діапазоном населення розподілялося таким чином: 26,8 % — особи молодші 18 років, 62,8 % — особи у віці 18—64 років, 10,4 % — особи у віці 65 років та старші. Медіана віку мешканця становила 35,8 року. На 100 осіб жіночої статі у переписній місцевості припадало 112,3 чоловіків;  на 100 жінок у віці від 18 років та старших — 105,7 чоловіків також старших 18 років.
Середній дохід на одне домашнє господарство  становив 69 578 доларів США (медіана — 77 917), а середній дохід на одну сім'ю — 73 826 доларів (медіана — 82 361). За межею бідності перебувало 11,8 % осіб, у тому числі 24,5 % дітей у віці до 18 років та 4,4 % осіб у віці 65 років та старших.
Цивільне працевлаштоване населення становило 301 особа. Основні галузі зайнятості: освіта, охорона здоров'я та соціальна допомога — 39,9 %, науковці, спеціалісти, менеджери — 15,6 %, виробництво — 13,3 %.